# Геология Пиренейского полуострова

Главные геологические единицы Пиренейского полуострова

Геология Пиренейского полуострова стоит в тесной связи с генезисом и характером его рельефа. Основное его ядро, занимающее около 60 % всей площади, — Месета, древнее остаточное герцинское нагорье. Оно составляет центральную и западную часть полуострова, непосредственно падая к морю в северо-западном районе. На большей части протяжения Месета окаймлена или складчатыми горными хребтами, или тектоническими впадинами. Третичные складчатые горы играют, в свою очередь, большую роль в строении и рельефе Пиренейского полуострова, в особенности его восточной и южной части. Замечательные по длине и прямолинейности линии разломов и сбросов ограничивают Месету с юга и запада. Южный край Месеты высится крутым склоном над протягивающейся у его подножия Андалузской низменностью. К югу от низменности протягивается (с юго-запада к северо-востоку) мощная система гор Кордильера-Бетика, у подножия которых лежит южное и юго-восточное средиземноморское побережье Испании. К востоку Андалузская низменность выклинивается, и Бетские горы тесно смыкаются с юго-восточным углом Месеты. Далее к северо-востоку Андалузские горы заканчиваются в районе мыса Нао. Тектоническим продолжением их является вытянутая от юго-запада к северо-востоку группа Питиузских и Балеарских островов.
Другая крупная система третичных складчатых гор — Иберийских (иначе Кельтиберийских, или Гесперид) — расположена вдоль северо-восточного края Месеты, непосредственно над ней возвышаясь. На севере Месета замыкается хребтом Кантабрийских гор, падающим к Бискайскому заливу и образующим северное гористое побережье Испании. Кантабрийские горы в восточном районе несколько понижаются, переходя в Баскские горы. Дальнейшим продолжением их является высокий и мощный Пиренейский хребет. Вся грандиозная Пиренейско-Кантабрийская горная система вытянута в широтном направлении.
Между Иберийскими и Пиренейскими горами простирается обширная Арагонская котловина (около 250 м средней высоты) — бассейн реки Эбро. Подобно Андалузской, она имеет треугольную форму, но протягивается и расширяется от северо-запада к юго-востоку, залегает на несколько большей высоте и при подходе к морю преграждается цепью Каталонских гор. Последние проходят от юго-запада к северо-востоку, образуя гористый северо-восточный участок средиземноморского побережья Испании. Южнее берег врезан в виде широкой пологой дуги Валенсийского залива, с прилегающей полосой приморской низменности. Валенскийская низменность лежит у юго-восточного края опускающейся к морю системы Иберийских гор. Ещё южнее, между мысами Нао, Палос и Гата, в берег слегка врезаны широко открытые заливы с узкой полосой Мурсийской низменности, лежащей у юго-восточного подножия Бетских гор.
В средней части западного побережья Пиренейского полуострова, у резко выраженного сбросового края Месеты, находится район, сложенный мезозойскими и третичными породами, с преобладанием холмистого рельефа и небольшими хребтами Серра-де-Синтра и Серра-де-Аррабида. В этом районе можно видеть участок третичного складчатого окаймления Месеты, большая часть которого здесь опустилась на дно моря. Южнее, в юго-западном районе побережья, расположена наиболее обширная низменность Пиренейского полуострова — Португальская. Она залегает на опущенной по линиям разломов и сбросов древней структуре Месеты. С юга низменность ограничена проходящим вдоль берега моря невысокими широтным хребтом Серра-Альграве, имеющим сложное строение. Он находится на западном продолжении приподнятого южного края Месеты и в основном представляет сводообразное поднятие сглаженной герцинской структуры (пород карбона). Вдоль южного склона хребта проходит линия разлома, в свою очередь, составляющая продолжение краевого сброса Мезеты. Холмистая береговая полоса сложена мезозойскими и третичными породами.
Как видно из вышеизложенного, в строении и рельефе Пиренейского полуострова отчётливо выражены: главный массив, или ядро полуострова, в виде центрального нагорья Месеты, и краевые (периферические) области, или горные, или низменные, каждая из них с чертами географической индивидуальности и большей или меньшей обособленности. Таким образом, целостный при первом к нему походе мир Пиренейского полуострова заключает в себе группу весьма различных, иногда резко контрастирующих друг с другом ландшафтов.
Основные черты рельефа Пиренейского полуострова тесно связаны с его геологическим и тектоническим строением, представляющим большую сложность. Остановимся прежде всего на структуре Месеты. В основе её строения залегает древний (возможно, докембрийский) гранито-гнейсовый массив. Он широко выходит на поверхность в северо-западном районе полуострова, в испанской области Галисии, где его называют Галисийским кристаллическим массивом. Но он простирается и южнее, в пределы северной Португалии и испанской области Эстремадуры, образуя, кроме того, значительный отрог к востоку, в горах Центральной Кордильеры. Вдоль восточного края древнего массива имеются признаки каледонской складчатости, впрочем, ещё недостаточно выясненной.
Гораздо более широко и ярко выражена в строении Месеты герцинская складчатость. Древнекристаллический массив с востока и юга окаймлён поясом сильно дислоцированных палеозойских пород, с преобладанием в них кембро-силурийских метаморфизованных сланцев, песчаников, кварцитов, известняков, местами также со значительным развитием подобных же пород девона и карбона. Выделяемые размывом наиболее твёрдые и стойкие толщи палеозойских пластов в ряде районов отчётливо выступают в рельефе в виде хребтов, вытянутых по простиранию герцинской складчатости. Такая картина наблюдается на северо-западе Испании, где к востоку от Галисийского массива проходят параллельные меридиональные цепи высот. Подходя к морю, они изгибаются к северо-востоку и обрываются; тектоническое продолжение их прослеживается в армориканской дуге герцинских складок Средней Европы (Бретани). На юге вышеуказанные хребты изгибаются к юго-востоку и погружаются под третичные и четвертичные континентальные отложения, покрывающие плато Старой Кастилии.
Дальнейшее простирание этой полосы герцинских складок не совсем ясно. По мнению многих геологов, они сохраняют юго-восточное направление вплоть до южного края Месеты. В южной половине нагорья зона герцинских складок значительно расширена, и они отчётливо выражены в рельефе, правда, в виде второстепенных хребтов, определяющих направление ряда притоков главных рек Испании. По мнению Р. Штауба, герцинские складки образуют мощную дугу, обходя на востоке выступ древнекристаллического массива Центральной Кордильеры, затем изгибаясь к западу и северо-западу и заканчиваясь у западного края Месеты. Древнекристаллическая и герцинская структура Месеты в особенности ярко выступает в западной её половине, что, по-видимому, объясняется более влажным климатом и более гутой и мощной речной сетью данной области. В связи с этим Месета здесь сильнее эродирована, поверхностные отложения с неё смыты, повсюду обнажается древний складчатый фундамент, играющий существенную роль в современной рельефе. Кроме того, в западной части Месета в большей степени захвачена дизъюнктивными дислокациями. Помимо резко выраженных здесь краевых сбросов, многочисленные линии разломов рассекают нагорье, определяя дифференцированные подвижки отдельных участков. Таковы обширные широтные сбросовые котловины, по которым проложены долины средних течений рек Тахо и Гвадианы.
Напротив, восточная половина Месеты лучше сохранила выровненную поверхность герцинского нагорья. Именно здесь находятся плато Старой и Новой Кастилии. Древний сглаженный субстрат покрывают третичные и четвертичные континентальные отложения. Третичные напластования состоят из речных и озёрных осадков — конгломератов, песчаников, мергелей, глин и известняков; значительное развитие имеют гипсоносные мергели. В немногих местах обнажаются также известняки, отложенные трансгрессией мелового моря. Интересно наличие складчатых дислокаций небольшого масштаба, захвативших в отдельных участках вышеуказанные поверхностные отложения Месеты. Меловые и нижнетретичные напластования местами образуют простые складчатые формы холмистых высот; в меньшей степени дислоцирован и миоцен. Простирание этих мелких отдельных складок довольно разнообразно и ориентировано соответственно краям обширных котловин — плато Старой и Новой Кастилии. Кроме того, наблюдается общий пологий прогиб покрова третичных пластов к центрам котловин и приподнятость их на периферии, у подножия горного окаймления.
Более крупные формы рельефа на поверхности Месеты — подымающиеся над ней главные горные хребты — протягиваются в направлении, близком к широтному, или от западо-юго-запада к востоко-северо-востоку, параллельно третичным складчатым цепям северной и южной окраин Пиренейского полуострова. Эти главные хребты Месеты имеют в основном глыбовый тип и сформированы по линиям разломов в результате крупных сбросовых дислокаций, происходивших неоднократно на протяжении долгой геологической истории нагорья, в особенности в третичное время. Они сложены гнейсами, гранитами, кристаллическими сланцами и палеозоем. К ним относится Центральная Кордильера, состоящая из системы хребтов, протягивающихся от северо-востока к юго-западу, а затем в направлении, близком к широтному; в состав её входят Сьерра-де-Гвадаррама, Сьерра-де-Гредос, Сьерра-де-Гата, Сьерра-де-Эстрелла. В центральной части цепи Сьерра-де-Гредос достигает 2592 м. Южнее, между реками Тахо и Гвадиана, возвышается цепь Толедских и Гвадалупских гор (до 1736 м) и, наконец, вдоль южной окраины Месеты проходит повышенная полоса прерывчатых горных хребтов, известная под названием Сьерра-Морена (до 1104 м высоты). Последняя резко падает к Андалузской низменности, со стороны которой она производит впечатление высокой горной цепи.
Кроме разломов и сбросов, нагорье Месеты захватывалось в течение третичного периода эпейрогеническими движениями, как общими, так и дифференцированными. Частью эти движения имели сводообразный характер, с переходом их в жёсткой массе нагорья в разрывы и глыбовые подвижки. Эти процессы, несомненно, происходили в связи с модным альпийским горообразованием в поясе Средиземья. Они и определили основные особенности рельефа Месеты: прогибы внутренних котловин — плато, широтное направление главных хребтов. В плиоцене Месета в целом была приподнята в наклоном к западу и юго-западу; в этом направлении пересекают её главные реки Пиренейского полуострова, впадающие в Атлантический океан — Дуэро, Тахо, Гвадиана, Гвадалквивир, Миньо. Только одна из больших рек полуострова, Эбро, течёт от северо-запада к юго-востоку в Средиземное море, начинаясь на южном склоне Кантабрийских гор и пересекая вдоль по оси Арагонскую котловину.
Обширные тектонические котловины, на дне которых залегают Старо-Кастильское и Ново-Кастильское плато, в настоящее время дренированы верхними течениями рек Дуэро, Тахо и Гвадианы, с веерами притоков. Но в третичном периоде эти котловины по временам затоплялись водою значительных озёр, оставивших типичные озёрные осадки. Преобладающую роль в этих отложениях играют речные и озёрные миоценовые осадки. Совершенно подобные же по возрасту и литологическому составу отложения покрывают Арагонскую котловину и продольную ложбину в осевой зоне Иберийских гор; они обнаружены также и в некоторых других районах на западе и на востоке Пиренейского полуострова, в частности на Португальской низменности.
Широкое развитие то разливавших свои воды, то высыхавших третичных озёр напоминает картину, отмеченную на Балканском полуострове. Континентально-озёрный режим, господствовавший на Пиренейском полуострове третичное время, в частности, в миоцене, несомненно был связан с иными, чем теперь, чертами рельефа и распределения суши и моря. Подобно Балканскому полуострову в плиоцене, Пиренейский полуостров несколько раньше (в миоцене и нижнем плиоцене) представлял более обширную площадь суши, продолжавшуюся к востоку и к западу и залегавшую в целом на небольшой высоте над уровне моря. Эта суша обладала жарким и довольно сухим климатом; на ней находились обширные озёра, по временам подвергавшиеся пересыханию. Поверхность Арагонской котловины находилась тогда на одном уровне с котловинами Месеты и с продольной ложбиной Иберийских гор. В течение плиоцена и плейстоцена произошли крупные вертикальные движения земной коры, резко изменившие всю картину. К западу и востоку от полуострова суша опустилась, обусловив отделение Балеар и погружение значительных пространств под воды моря. Сам полуостров, напротив, подвергся значительным, но неравномерным поднятиям, в результате которых озёра были спущены реками, определились современные условия рельефа и гидрографии и современные очертания берегов. Дифференцированные вертикальные подвижки отдельных участков полуострова и его побережий продолжаются и в современную эпоху, с чем связаны проявления сейсмичности и характер береговых форм. На этом мы остановимся ниже.
Перейдём к обзору главных особенностей тектонического строения и генезиса рельефа окаймляющих Месету третичных складчатых хребтов. Некоторые геологи считают их западным продолжением Альп — «альпиды», в виде нескольких резко изгибающихся дуг. Но ещё Э. Зюсс в своё время отличал Пиренеи от Альп на основании значительных различий их геологического строения и тектоники; в то же время Зюсс правильно отнёс Бетские горы к собственно альпийской зоне. Наиболее соответствующая современным данным тектоническая характеристика складчатых хребтов Испании даётся в некоторых новых работах по геологии полуострова.
По Штаубу, к альпидам могут быть отнесены только Бетские горы с их тектоническим продолжением в Балеарах. Остальные складчатые хребты Испании — Пиренеи, Кантабрийские, Иберийские и Каталонские горы — входят в альпийский третичный ороген (в широком смысле), но должны быть выделены в особую группу «иберид». Различия между иберидами и альпидами весьма существенны.
Альпиды образовались из осадков великой Средиземной геосинклинали (моря Тетис). Для них типичны: глубоководные фации осадочных пород; стратиграфическая полнота отложений от палеозоя до эоцена; метаморфизм многих пород, в особенности палеозоя и нижнего мезозоя; наличие «офиолитовых» выходов ультраосновных интрузий из серпантинов, диабазов, габбро; чрезвычайно интенсивная складчатая тектоника с развитием шарьяжного строения (альпийского типа).
Другой характер имеют литология и структура иберид. Они возникли на месте боковых эпиконтинентальных морских бассейнов, проникавших в пределы материкового массива и подвергавшихся частым изменениям их глубины. Поэтому осадочные породы иберид характеризуются изменчивым фациальным составом, с преобладанием неритических и мелководных отложений, а кроме того, стратиграфической неполнотой, частыми перерывами отложений, отсутствием многих геологических горизонтов. Так, например, триас в Бетских горах представлен метаморфизованными известняками и доломитами альпийского типа, а в Пиренеях и Иберийских горах — неритическими и мелководными осадками среднеевропейского типа (песчаниками, ракушечными известняками, гипсоносными мергелями и доломитами). Юрские меловые отложения Бетских гор несравненно полнее, чем в Пиренеях и Иберийских горах, где этим осадкам свойственны значительные перерывы и менее глубоководный тип.
Очень важной и характерной особенностью иберид является наличие включённых в их структуру древних массивов, остатков герцинских складок. Последние захвачены и преобразованы третичной складчатостью, но залегают в основании горных систем, образуя осевые и наиболее высокие хоны в их рельефе. Наконец, тектоника иберид отличается меньшей сложностью и интенсивностью по сравнению с альпидами. Так, Шарьяжная структура альпийского типа, установленная геологами для Бетских гор, или вовсе не свойственна иберидам, или же выражена в ослабленном виде, как это имеет место в Пиренеях.
Малая расчленённость берегов Пиренейского полуострова обусловлена несколькими причинами: значительной ролью в их формировании крупных прямолинейных разломов и сбросов, продольным типом берегов и преобладанием приподнятых береговых форм. Классический ингрессионный риасовый тип побережья наблюдается только в северо-западном районе полуострова, в Галисии. В ряде мест существуют признаки колебательных движений берегов — поднятий и опусканий. Отдельные участки побережий обнаруживают дифференцированный характер движений. Так, побережье области Бетских гор от Кадиса до мыса Нао недавно приподнято, как и побережье Каталонии, отличаясь наличием плейстоценовых террас. Напротив, район Валенсийского залива подвергся недавнему опусканию. Интересный тип береговых форм наблюдается на Кантабрийском побережье, где целая серия четвертичных морских террас до 399 м высоты свидетельствует о ряде этапов поднятия страны; в то же время есть признаки недавнего опускания берега, вызвавшего его расчленённость небольшими бухтами.